# Лиса Лоуб
Лиса Ен Лоуб (енгл. Lisa Anne Loeb; Бетесда, 11. март 1968) америчка је кантауторка, музички продуцент, уметница и филантроп. Каријеру је започела песмом Stay (I Missed You) која је постигла велики комерцијални успех и била на првом месту листа широм Сједињених Америчких Држава. Објавила је десет студијских албума, а први под називом Liz and Lisa – Days Were Different 1990. године. Лисини албуми Tails и Firecracker добили су златни сертификат од стране Америчког удружења дискографских кућа, а Firecracker је номинован и за Греми награду.
Поред музике, дебитовала је и на филму, имала улогу као гласовна глумица у финалној епизоди серије Трачара, а појавила се и у серији Dweezil & Lisa. Појавила се у филмовима  Кућа уклетог брда, Хеликоптер мама, Петак вече и  Временска машина са врућом кадом 2. Лиса је током каријере објавила албуме дечије музике као и књиге попут Catch the Moon, Lisa Loeb's Silly Sing-Along: The Disappointing Pancake and Other Zany Songs и Songs for Movin' and Shakin. Њен албум Nursery Rhyme Parade! за децу садржи преко тридесет песама и видео записа. Коауторка је текста, а компоновала је и музику за Camp Kappawanna, мјузикл који је премијерно приказан у Њујорку 21. марта 2016. године од стране компаније . Лисин последњи албум Feel What U Feel објављен је у октобру 2016. године.
Године 2010. основала је бренд наочара под називом „Лиса Лоуб” који је заснован на сопственом дизајну. Поред тога основала је Лиса фондацију, непрофитну организацију која шаље децу у летње кампове.

## Биографија
Лиса Ен Лоуб рођена је у Бетесди 11. марта 1968. године, а одрасла је у Даласу у Тексасу, где њени родитељи и даље живе. Њена мајка Гаил била је председица Медицинског савеза и фондација округа Далас, а отац Петер Лоуб је гастроентеролог. Одрасла је у јеврејској породици. Као дете свирала је клавир, али је касније прешла на гитару. Похађала је приватну средњу школу Хокдеј. Три године је имала сопоствену радио емисију, а након што је завршила средњу школу 1986. године уписала је Универзитет Браун на којем је дипломирала 1990. године са предметом компаративна литература.
У периоду од 1998. до 2004. године била је емотивној вези са Двизилом Запом, а удала се за Ронија Хершковића 2009. године. Пар се упознао 2006. године током пословног састанка за једну ТВ емисију. Имају двоје деце, Лили Роуз и Емет Кули. Лисина рођака је певачица Алексис Мишел.
По америчком недељном часопису Пипл, Лиса је позната као певачица али једнако позната и по свом моделу наочара. У новембру 2010. године Лиса је покренула сопствену колекцију наочара, а свака врста оквира добила је име по једној од њених песама. Док је већина модела намењена женама, постоји и пар модела за мушкарце. Лиса такође продаје марку кафе која је названа Wake Up! Кафа је органска, а доступна је за наручивање само путем интернета.

## Музичка каријера

### 1985—1993: Почетак каријере и први бенд
На Универзитету Браун средином осамдесетих година, Лиса и Елизабет Мишел основале су бенд под називом Liz and Lisa, а њихов пријатељ Данкан Шелк био је гитариста. Дуо је објавио албуме Liz and Lisa (1990) и Liz and Lisa - Days Were Different (1990), независно. Након колеџа, басиста Рик Ласитер и бубњар Чад Фишер приступили су бенду. Лиса и Мишел разишле су се неколико година након завршетка колеџа. Лоуб је похађала и Музички колеџ Беркли у Бостону, а 1990. године формирала је бенд под називом , који је добио име по књизи Џ. Д. Салингера, а у њему су били Тим Брајт као гитариста, Џонтан Финберг као бубњар и Џо Квигли као басиста. Лиса је почела да сарађује са музичким продуцентом Јуаном Патином, како би објавила аудио касету Purple Tape, 1992. године. На касети су се нашли рани аудио записи, као што су песме Do You Sleep?, Snow Day, Train Songs, и It's Over.  Током рада на касети, бенд је снимио нову песму под називом Stay (I Missed You).
Лиса је имала наступе у кафе баровима у Њујорку, углавном на местима где су се окупљали љубитељи рок музике. Наступала је у Филаделфији, Лос Анђелесу и у Даласу, али се углавном фокусирала на Њујорк. Свирала је акустично са својим бендом у фолк и рок клубовима. Наступала је и на неколико музичких фестивала.

### 1994—1999: Објављивање албума
Паузу у музици направила је у периоду када се спријатељила са глумцем Итаном Хоком, који је живео у стану преко пута ње у Њујорку. Лиса је истакла да је глумца упознала у позоришту када је правила музику за представу у којој је он наступао. Након тога, Јуан Патино, продуцент песме Stay (I Missed You), проследио је ту песму Бену Стилеру, а она се нашла у одјавној шпици и на саундтреку филма Уједи живота, који је премијерно приказан 1994. године. Песма Stay (I Missed You) била  је на првом месту листе Билборд хот 100. Када је њена песма била прва на листи, Лиса је била први уметник чија је песме била прва на Билборд хот 100 листи, а пре тога није потписала уговор за било коју дискографску кућу. Синглу је 12. јула 1994. године додељен златни сертификат од стране Америчког удружења дискографскиих кућа, само три месеца након објављивања песме. Лиса и бенд Nine Stories добили су греми номинацију у категорији за „Најбољи поп перформанс дуа или групе”, а освојили су награду за Најбоље интернационалне новајлије на сцени на Брит додели награда.
У септембру 1995. године објавила је први албум под називом Tails за издавачку кућу Greffen records." Копродуцент албума био је Јуан Патино, њен дугогодишњи емотивни партер у том периоду. Песма Stay такође се нашла на албуму, као и песма Do You Sleep? која је била на осамнаестом месту листе Билборд хот 100. Песме са албума Tails, под називом Taffy и Waiting for Wednesday биле су радијски хитови. Албуму је додељен златни сертификат од стране Америчког удружења дискографских кућа, 1. децембра 1995. године. Албум је добио углавном позитивне критике од стране публике и музичких критичара.
Након објављивања албума, Тим Брајт и Џонатан Финберг напустили су групу Nine Stories, а заменили су их Марк Спенсер (гитара) и Рони Крафорд. Године 1997. Лиса је објавила други студијски албум под називом , који је добио углавном позитивне критике. У овом периоду Лиса је почела да користи своје име током објављивања албума, уместо имена бенда, али је и даље наставила са турнејама бенда Nine Stories. На албуму Firecracker нашао се сингл I Do који је објављен 14. октобра 1997. године, а био је и на музичким листама Сједињених Држава и Канаде. Албуму је додељен златни сертификат од стране Америчког удружења дискографских кућа, 10. јуна 2008. године. Лиса је након тога имала турнеју са америчким рок бендом The Wallflowers и Крисом Ајзаком и наступала на музичким фестивалима.

### 2000—2009: Нови албуми и музичке сарадње
Године 2000. Лиса је учествовала на албуму Bat Head Soup Ози Озборнна, на песми Goodbye to Romance са Двизилом Запом који је свирао гитару. Такође је допринела обради песама Gypsies, Tramps and Thieves и Don't Be Stupid, а оне су објављене 2005. године. Остали радови Лисе укључују гостовање на песми Anti-Hero, јапанске музичке групе Рин, која се нашла на њиховом албуму под називом . Сарађивала је са бендом New Found Glory са којим је снимила обраду песме Stay, а она се нашла на њиховом ЛП албуму . Иако је саундтрек албум за филм Ујед живота био први Лисин саундтрек, популарно сингл How уврштен је у звучне записа филмова Твистер, Џек Фрост и у једној епизоди ТВ серије Бафи, убица вампира. Лисина песма We Could Still Belong Together нашла се на саундтреку филма Правна плавуша, док је песма I Wish била аудио запис филма Свуда само не овде.
Лисин трећи студијски албум под назовом Cake and Pie објављен је за компанију A&M/Interscope 2002. године. Била је копродуценткиња албума и сарађивала са Глен Балард, Двизилом Запом, Рендијем Шругсом и Питером Колинском, а албум је био на сто деведесет и деветом песму Билбордове листе албума. Средином 2002. године Лиса је склопила уговор са компанијом Artemis records, коју су водили Дени Голдберг и Данијел Глас, након што им је Interscope records омогућио да откупе права. Artemis records понудио је Лиси да поново пусти њен албум у продају, а у новом издању додате су неке нове, док су поједине старе песме уклоњене са албума. Cake and Pie поново је издат као Hello Lisa, а на омоту се појављују наочаре „Лиса Лоеб”. Листа је објавила ЕП са неколико нових песама, као и алтернативну рок верзију песме Underdog, коју је публика већ имала прилику да чује на њеном албуму Cake and Pie. Лиса је такође као коредитељ учествовала на споту за песму Underdog, заједно са њеним партнером Двизуилом. Након тога, имала је светску турнеју. Године 2003. певачица је имала гласовну улогу Мери Вотсон у анимираној серији Спајдермен, која се приказивала једну сезону на каналу МТВ.
Године 2004. потписала је уговор са издавачком кућом Zoë/Rounder Records. Албум The Way It Really Is was објављен је 10. августа 2004. године, али није доживео комерцијални успех. Са албума се истакла песма The Way It Really Is. Иако није доживео комерцијални успех, албум је добио углавном позитивне критике, а критичари су похвалили и Лисину ангажованост око текстова. Лисина највећа компилација хитова под назовом Very Best of Lisa Loeb, објављен је под окриљем компаније Universal, у јануару 2006. године, као и јапанска верзија албума. Лиса је након тога била судија првих и осмих Независних музичких награда. Године 2008. певачица је објавила албум Purple Tape, који је поново снимљен и објављен на дуплом компакт диск издању. Албум укључује Лисине интервјуе, као и белешке и фотографије који документују њене музичке почетке у Њујорку.

### 2013—данас: Нови албуми и сарадње
Седми студијски албум певачице, под називом No Fairy Tale, објављен је 29. јануара 2013. године од стране компаније 429 Records, а продуцирали су га Чад Гилберт и Лиса. Након тога, објавила је сингл A Holiday Song, 10. децембра 2013. године. Лиса је након тога често гостовала без свог бенда, била је на турнеји са Дару Одом и Адамом Беријем. У септембру 2014. године наступала је на Билборд догађају у Токију и Осаки. Током наступа извела је и своју нову песму, под називом 3, 2, 1, Let Go. Дана 9. децембра објавила је сингл Light. Написала је песму Hanukkah заједно са Глифом Голдмасером, а снимила ју је заједно са Рене Стал. Песму је званично објавила радио станица Sirius XM, а пуштале су је и многе друге.
Лиса је написала и компоновала музику за Camp Kappawanna, породични мјузикл који је премијерно приказан у Њујорку 21. марта 2015. године од стране компаније Atlantic Theater. Певачица је сарађивала и са Мајклом Левис и Дан Пети на мјузиклу. Мјузикл прати Џенифер Џенкинс, дете које је инспирано сећањима. Мјузикл је добио позитивне критике у Њујорк Тајмсу, где је Лиса описана као „свежа и забавна”. Лисина песма 3, 2, 1, Let Go објављена је у априлу 2015. године као сингл. Песму је написала и продуцирала Лиса заједно са Крис Анк, а она се нашла и у филму Хеликоптер мама! из 2015. године. Лиса је такође имала улогу у том филму као наставница енглеског језика.
Дана 20. новембра 2015. године, Лиса је објавила сингл Champagne (I'm Ready) за дигитално преузимање преко сајта Амазон. Дана 25. јуна 2019. године Њујорк Тајмс поменуо је Лису као и стотине других уметника чији је материјал наводно уништен током пожара у Јуниверзал студију Холивуд. Године 2020. Лиса је објавила албум A Simple Trick to Happiness, а на њему се налази једанаест песама. Албуму је претходио сингл Skeleton, који је објављен у децембру 2019. године, а за њега је направљен и видео спот.

### Музика за децу
Године 2003. Лиса је успоставила сарадњу са музичарком Елизабет Мишел, а оне су радиле на компакт диску и пратећој књизи под називом Catch the Moon, а материјал је објављен под окриљем компаније . Према сајту AllMusic, песме су изведене у фолк и кантри музичком жанру, који је једном речју очаравајући. Снимци са овог албума као и сингл Jenny Jenkins нашли су се на дечјем ТВ каналу Ногин. Године 2006. Лиса је објавила албум A World of Happiness, а он је прилагођен деци свих узраста. Дана 3. јуна 2008. године певачица је објавила дечји албум Camp Lisa, а он укључује двадесет и једну песму, а на њему су гостовали музичари као што су Дејв Гибс, Нина Гордон, Џил Собул, Ли Склар и Стив Мартин. Лиса је провела велики део детињства у летњим камповима, а инспирисана тим догађајима објавила је албум Camp Lisa, који је добио награду Националне родитељске публикације 2008. године у избору родитеља.
Године 2010. направљен је дечји мјузикл под називом Camp Kappawanna, базиран на песми Camp Lisa. Лиса је након тога покренула сопствену непрофину организацију Camp Lisa, која помаже социјално угроженој деци да посете лење кампове. У септембру 2011. године Лиса је објавила књигу Lisa Loeb's Silly Sing-Along: The Disappointing Pancake and Other Zany Songs, објавила ју је издавачка кућа Sterling Publishing, а књига садржи рецепте, песме и четири компакт диска. У априлу 2013. године Лиса је објавила дечју књигу Lisa Loeb's Songs for Movin' and Shakin': The Air Band Song and Other Toe-Tapping Tunes, коју је написала заједно са Рајаном О'Рурком. Књига садржи комапкт диск на којем се налазе Лисине песме. Трећи дечији албум под називом Nursery Rhyme Parade! објављен је путем Амазона 16. октобра 2015. година и укључује 35 дечјих песама укључујући реиздања The Muffin Man и The Farmer in the Dell..
Лисин албум Nursery Rhyme Parade! освојио је 2006. године НАПА награду. Дана 16. децембра 2016. године Лиса је објавио видео са преко 30 песама са албума  У новембру 2016. године Лиса је објавила четврти дечији албум под називом Feel What You Feel. Написала је и компоновала песме са овог албума, на насловној нумери гостовала је Крег Робинсон, а песма је била на првом месту радио станице Sirius XM. Дана 28. јануара 2018. године Лиса је добила Греми награду за рад на њеном албуму. У октобру 2017. године Лиса је издала пети дечији албум под називом Lullaby Girl, заједно са клавијатурисом Леријем Голдингсом. Албум садржи аранжмане класичних песама Лисе и Лерија као што су What the World Needs Now Is Love, Five Stairsteps, O-o-h Child и Don't Stop, као и оригиналне песме укључујући насловну нумеру. Lullaby Girl освојила је награду за Најбољи национални албум изгласан од стране родитеља.

## Појављивање на телевизији
Дана 16. јануара 2004. године Лисин ријалити шоу Dweezil & Lisa појавио се на каналу Food Network. У серији су приказани музичари који су заједно обишли земљу и пробали јединствена разноврсна јела. У уводном делу сваке епизоде Лиса је истакла да је вегетаријанка које понекада једе сланину. У јесен и зиму 2005. године, након што је раскинула са Запом, Лиса је снимила ријалити шоу под називом Number 1 Single који је премијерно приказан у јануару 2006. године. Емисија се бавила њеног љубављу, успехом и каријером, а као музичка тема коришћена је песме Single Me Out. Певачица је неколико пута гостовала у ТВ емисијама као што су Nanny (1997) и Cupid (1998). У септембру 1999. године Лиса се појавила у комичном шоу MADtv, где је отпевала песму Pretty White Kids with Problems. Године 2007. појавила се у једној епизоди шоуа Jack's Big Music Show где је отпевала песму Jenny Jenkins. Године 2008. Лиса се појавила у ТВ серији Трачара.
Поред појављивања у ТВ серијама, Лиса се појавила и у филмовима као што су Кућа на уклетом брду (1999), Serial Killing 4 Dummys (1999) и Петак увече (20119): Као гласовна глумица појавила се у анимираној серији Спајдермен, која се емитовала на каналу МТВ. Лиса се такође појавила у видео игри Grandia Xtreme, а позајмила је и глас принцези Вингер у анимираној серији Jake and the Never Land Pirates. Године 2008. Лиса је допринела књизи Carrie Borzillo-Vrenna's book Cherry Bomb, у којима је давала савете како постати савршена домаћица. Године 2010. Лиса је позајмила глас у анимираној серији Special Agent Oso. У фебруару 2013. године Лиса се појавила у једној епозоди серије Workaholics, где је отпевала песму Stay (I Missed You), неколико пута.
У јануару 2014. године певачица се појавила на насловној страни магазина Making Music. У априлу 2014. године Лиса се појавила у првој епизоди емисије Last Week Tonight with John Oliver. Као Џулија, главна певачица бенда Natalie is Freezing, Лиса се 2015. године појавила у шестој епизоди ТВ серије Community, а након тога имала је улогу у филму Врела временска машина 2. Лиса се појавила и у шоувовима као што су Мапет шоу, Orange Is the New Black, About a Boy, King of the Nerds, Sunny Side Up Show и Fuller House.

## Дискографија

### Студијски албуми
- 1990: Liz and Lisa – Days Were Different
- 1992: Purple Tape (резидање 2008. године)
- 1995: Tails
- 1997: Firecracker
- 2002: Cake and Pie
- 2002: Hello Lisa
- 2004: The Way It Really Is
- 2013: No Fairy Tale
- 2017: Lullaby Girl
- 2020: A Simple Trick to Happiness

### Албуми за децу
- 2003: Catch the Moon
- 2008: Camp Lisa
- 2011: Lisa Loeb's Silly Sing-Along: The Disappointing Pancake and Other Zany Songs
- 2015: Nursery Rhyme Parade!
- 2016: Feel What U Feel

## Дела

### Књиге
- 2011: Lisa Loeb's Silly Sing-Along: 'The Disappointing Pancake' and Other Zany Songs
- 2013: Lisa Loeb's Songs for Movin' and Shakin'[10]

### Позоришни комади
- 2015: Camp Kappawanna[12]